# Kalendarium powstania warszawskiego – 3 października

## 3 października, wtorek

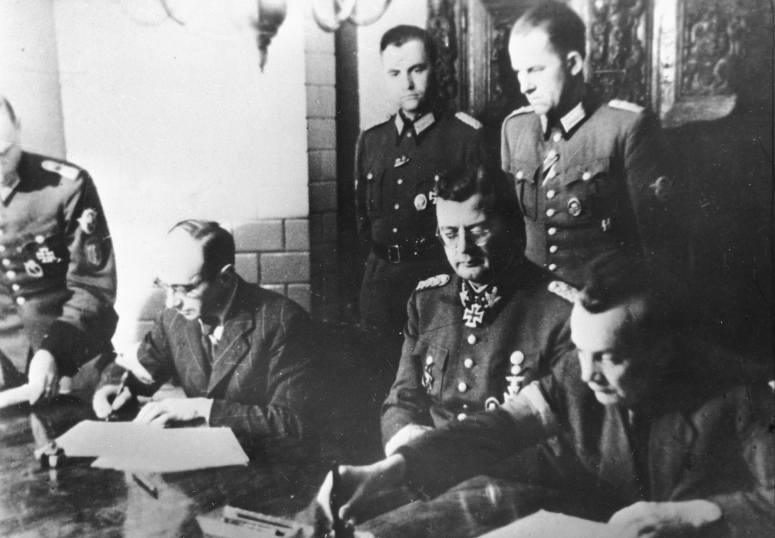
Podpisanie „Układu o zaprzestaniu działań wojennych w Warszawie”

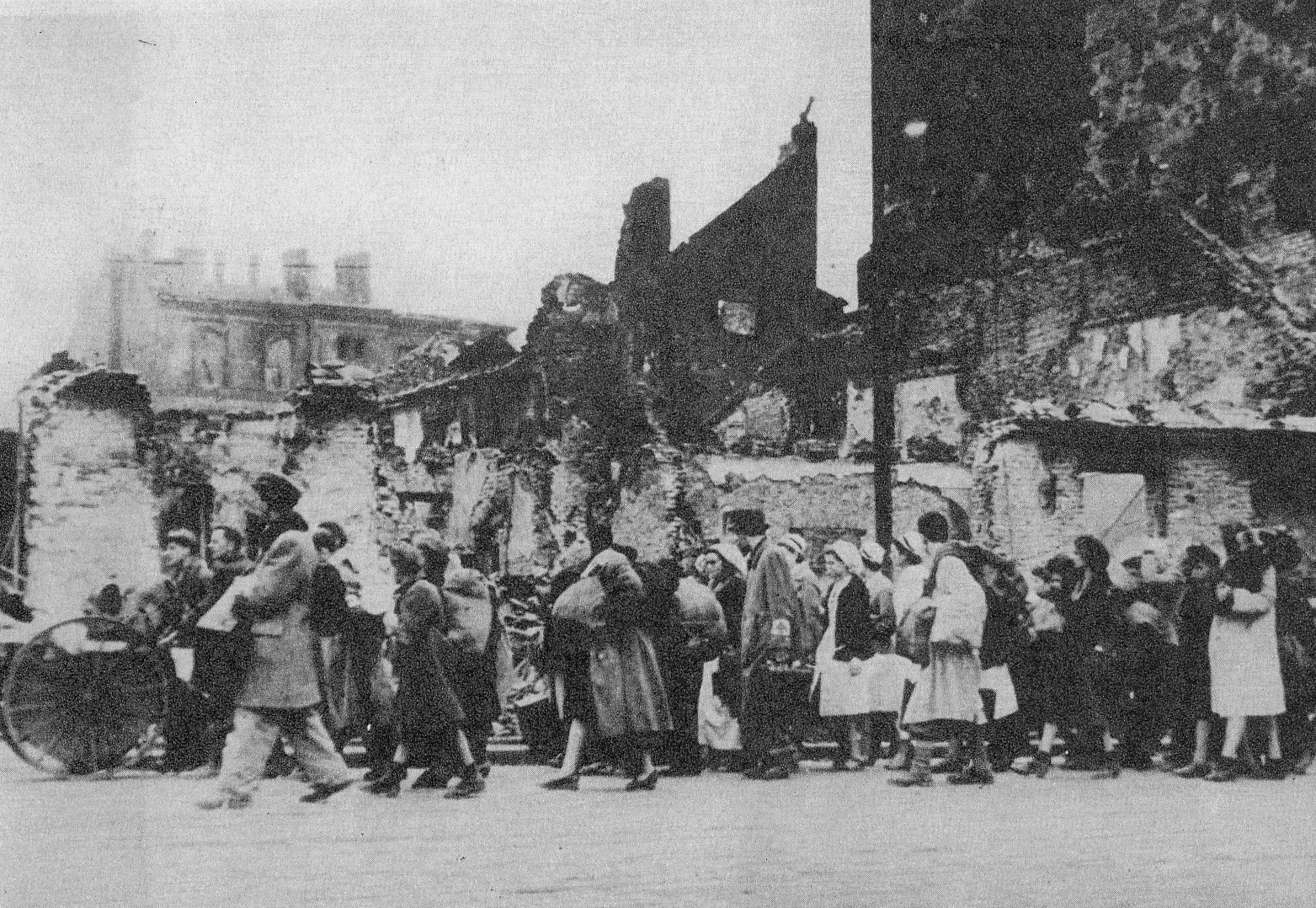
Wypędzani z miasta mieszkańcy w drodze do Dulagu 121 w Pruszkowie

Około 2.00 w nocy po długich negocjacjach prowadzonych w dworku Reicherów w Ożarowie Mazowieckim upoważnieni przez komendanta głównego Armii Krajowej gen. dyw. Tadeusza Komorowskiego „Bora” płk. dypl. Kazimierz Iranek Osmecki „Jarecki” i ppłk. dypl. Zygmunt Dobrowolski „Zyndram” podpisali układ o zaprzestaniu działań wojennych w Warszawie.
Generał „Bór” Komorowski podpisuje rozkaz o zakończeniu walki.
Od 5.00 rano następuje zawieszenie broni.
Opuszczanie miasta przez ludność cywilną. Zwiększenie liczby wychodzących po rozgłoszeniu informacji o rozpoczęciu rozmów kapitulacyjnych. Tego dnia wyszło ok. 16 tys. mieszkańców. Do niewoli dostał się 15. pułk piechoty AK, a w nim 375 oficerów, 1227 żołnierzy i 221 łączniczek bądź sanitariuszek.
Ukazał się ostatni, pożegnalny, 102 numer „Biuletynu Informacyjnego”.